# Present de l'Indicatiu (català)
El Present de l'Indicatiu en català és un temps verbal que representa el temps actual i es contraposa al seu homòleg en Subjuntiu que representa el desig actual. Per aquest motiu, en català, el Present serveix per a expressar una acció que és verídica en el present, un estat d'ésser i una veritat general. Tot i això, també es pot utilitzar per a caracteritzar, narrar o per a expressar un futur proper.
Per tal de concretar-lo amb més facilitat, és d'ús comú la utilització d'un fris cronològic entre el present, passat i futur. Dins d'aquest fris, el Present de l'Indicatiu se situa just al Present, en l'espai de temps que s'està reproduint, sense, no obstant això, significar o enviar cap a una acció progressiva (o contínua), és a dir, el decurs de la qual està passant al mateix instant en què hom està parlant.

## Els valors del present
En català, el present de l'Indicatiu és susceptible de fer-se servir per a diversos valors que podríem classificar en una escala d'immediatesa a futur proper.
- Avui menjo patates fregides (ara)
- Menjo unes patates fregides amb uns amics (instant immediat)
- Demà m'atanso a comprar pa (futur proper)

Els usos més habituals per al català són:
- present de veritat general: indica que un fet és verídic en la seva globalitat en el moment present o amb independència del moment considerat. Aquest tipus de present acostuma a ser utilitzat per les ciències naturals i pràctiques. També és d'ús freqüent en refranys.

La Terra gira al voltant del Sol.
En un triangle rectangle, el quadrat hipotenusa és igual a la suma dels quadrats dels dos costats de l'angle dret.
- present de continuïtat o progressiu: expressa una acció que està tenint lloc just al moment en què parlem. És un tipus de present que no és habitual, ja que aquest valor el compleix el gerundi present. Per això mateix s'acostumen a acompanyar els verbs de perífrasis o d'indicadors de temps.

Menjo unes patates fregides amb unes amigues. (Present de l'Indicatiu) / Ara, ara mateix, en aquest instant,... menjo unes patates.
Estic menjant unes patates fregides amb unes amigues. (Grerundi Present)
- present de repetició: indica un costum, un fet repetit habitualment a les nostres tasques. Es pot utilitzar per a desmarcar-se del Present de continuïtat.

Els diumenges descanso tot el dia. (ho fa tots els dies)
I tant que fumo! (no fuma ara, sinó habitualment)
- present de caracterització: el present també pot utilitzar-se per a caracteritzar un subjecte, descrivint-lo.

Soc una noia maca de cabells rossos. 
Aquella xicot és alt i gran.
Tinc deu anys.
- futur annexat al present: el present pot igualment tenir valor de futur immediat quan hom desitja donar-hi aquesta intenció. Pot venir acompanyat d'algun adverbi o perífrasi per concretar-lo però no és una obligació. És un tipus de present força corrent en llengua parlada.

Espera't que t'obri la porta.
Demà marxo a Crimea a visitar uns amics tàrtars.
Et contacto quan sàpiga qui vindrà a la festa.
- passat immediat annexat al present: de la mateixa manera que el futur, el present també pot usar-se per a designar accions que acaben de passar just a l'instant de parlar, és a dir, en la immediatesa passada.

En surt (n'ix) escaldat! (a l'instant, ara mateix)
- present de narració: s'utilitza el present en relats per donar un caràcter particular a un fet, donant-li més presència a l'esperit del lector o de l'auditor. Normalment és introduït per un temps passat.

El 15 de desembre del 1926, surt de casa convençut de la victòria.
Ahir, miro de convèncer-lo, li mostro els papers i em mira de reüll.

## Formació del Present

### Els pronoms personals
Els morfemes de persona són els que relacionen el verb amb una persona gramatical, generalment representada pels pronoms personals que l'acompanyen.
Ell canvia de texans tots els dies.
En català, els pronoms personals o morfemes de persona no són necessaris perquè la flexió verbal ja indica el gènere i el nombre. Per aquest motiu se solen elidir ben sovint, en llengua parlada com escrita. Tot i això, en cas de necessitar posar èmfasi o donar més rellevància a la persona gramatical, hom acostuma a no dispensar-los.
Jo toco piano totes les tardes. -> Toco piano totes les tardes. 
Ella té classes de piano totes les tardes. -> Té classes de piano totes les tardes.
Els pronoms personals en català són els següents:
| Pronom personal | Persona | Nombre   |
| --------------- | ------- | -------- |
| Jo              | 1a      | singular |
| Tu              | 2a      | singular |
| Ell / Ella      | 3a      | singular |
| Nosaltres       | 1a      | plural   |
| Vosaltres       | 2a      | plural   |
| Ells / Elles    | 3a      | plural   |

En particular, la segona persona, en català, posseeix tres graus de tractament els quals fan variar el verb. A la pràctica, és a dir, en llengua parlada, els tractaments no formals són d'ús molt recurrent i habitual mentre que es dona preferència a les formes formals en l'escrit. I encara dins la llengua escrita, s'acostuma a prioritza en administració les formes en "vós" perquè permet no distingir el gènere.
| Pronom personal | Verb                    | Exemple                                                         |
| --------------- | ----------------------- | --------------------------------------------------------------- |
| Tu              | 2a singular             | Portes un jersei nou!                                           |
| Vostè / Vostès  | 3a singular / 3a plural | Faci'm el favor... / Ens podrien confirmar la seua assistència? |
| Vós             | 2a plural               | Ompliu els requadres en blanc amb la forma correcta             |

### Les conjugacions
El català és una llengua flexionada de forma que els verbs presenten un lexema verbal (o arrel) que expressa el contingut lèxic del verb i es repeteix en totes les formes dels verbs regulars. Els morfemes verbals, en canvi, presenten variació, ja que expressen, en una mateixa desinència, el nombre, la persona, el temps i el mode.
| Verb        | Lexema verbal | Morfema verbal |
| ----------- | ------------- | -------------- |
| estudio     | estudi-       | -o             |
| descobreixo | descobr-      | -eixo          |
| perdo       | perd-         | -o             |

En conseqüència, els verbs es conjuguen en funció de les seves conjugacions o morfemes verbals d'arrel.
- Verbs acabats en -AR (1a conjugació)
- Verbs acabats en -ER o -RE (2a conjugació)
- Verbs acabats en -IR (3a conjugació)

Els verbs de la tercera conjugació poden ser purs o incoatius. Els verbs purs són els que segueixen el model regular de conjugació mentre que els incoatius afegeixen l'increment -eix o -ix segons la variant dialectal entre el lexema verbal i la terminació de la primera, segona, tercera persones del singular i la tercera del plural.
Obro la porta (pur)
Floreixen les flors del jardí (incoatiu)
Finalment, els verbs dur i dir són considerats verb de la segona conjugació, és a dir, es conjuguen segons el model regular de la segona conjugació, tot i presentar lexemes verbals irregulars.

### Construcció del Present

#### Els verbs regulars
| Persona      | 1a conj. -AR | 2a conj. -RE o -ER | 3a conj. (purs) | 3a conj. (incoatius) |
| ------------ | ------------ | ------------------ | --------------- | -------------------- |
| Jo           | -o¹          | -o                 | -o              | -eixo                |
| Tu           | -es          | -s                 | -s              | -eixes               |
| Ell / Ella   | -a           | [sense]            | [sense]         | -eix                 |
| Nosaltres    | -em¹         | -em                | -im             | -im                  |
| Vosaltres    | -eu¹         | -eu                | -iu             | -iu                  |
| Ells / Elles | -en          | -en                | -en             | -eixen               |

¹En català balear les conjugacions presenten algunes variacions:
- no es marca la primera persona del singular amb cap terminació (ex.: jo cant),
- les terminacions per a nosaltres i vosaltres de la primera conjugació són -am i -au (ex.: cantam, cantau),
- les terminacions per a jo en els verbs incoatius de la 3a conjugació són -esc i/o (ex.: descobresc)
- els verbs amb infinitius acabats en vocal + jar, la terminació de la primera persona és amb -ig (ex.: jo festeig)
- els verbs amb l'arrel acabada en -e o -i afegeixen a la terminació una -i en lloc d'una -o (ex.: jo crei, jo estudii)
- els verbs amb l'arrel acabada en -o o -u afegeixen la terminació -u per a la primera persona del singular (ex.: jo llou; verb lloar)
- alguns verbs incoatius poden incrementar o no la derivació en -eix (ex.: jo afig, tu afiges, ella afig, vostès afigen)

En català septentrional, en canvi, la primera personal del singular del present dels verbs regulars acabats en -AR fan formen la derivació en -i (ex.: jo canti, jo perdi). Finalment, en la variant valenciana del català, el present presenta aquestes altres regularitats:
- els verbs de la primera conjugació acabats en -AR transformen el derivat en -e (ex.: jo cante)
- els verbs de la segona conjugació acabats en -RE perden la terminació (ex.: jo perd)
- els verbs incoatius de la tercera conjugació terminen en -isc o -ix (ex.: servisc, servixen)
- alguns verbs incoatius no incrementen la derivació en -eix (ex.: jo afig, tu afiges, ella afig, vostès afigen)

#### Els verbs irregulars
Les irregularitats en valencià es presenten, majoritàriament, en:
- el morfema o la desinència verbal (envi-ar)
- el lexema verbal o radical verbal (beu-re)

Però també hi ha verbs que presenten irregularitats tant en el lexema com en el morfema. De forma general,
- els verbs acabats en lexema -c, -s, -x i -g formen les terminacions en afegint una -e eufònica entre el lexema verbal i el morfema -s (ex.: coneixes)
- els verbs córrer, venir, obrir i omplir acaben en -e (ex.: vine, corre, obre, omple)

Alguns verbs canvien la seva consonant del lexema davant les vocals -e i -i (són els verbs d'alternança consonàntica):
| variació | exemple  |
| -------- | -------- |
| c > qu   | tanquem  |
| ç > c    | caço     |
| g > gu   | reguem   |
| j > g    | mengem   |
| qu > qü  | adeqües  |
| gu > qü  | enaigüen |

Alguns verbs alternen algunes de les seves vocals en el lexema (són els verbs d'alternança vocàlica):
- els verbs jeure, néixer (o nàixer), treure (o traure) i péixer fan les formes tòniques en -e (ex.: jeu, neixen) en la varietat catalana central, nord-occidental i septentrional
- els verbs collir, cosir, escopir, sortir i tossir canvien la -o per una -u (ex.: cuso)
- els verbs poder i voler tenen un lexema en -u (ex.: puc, vull)
- els verbs de la 2a i 3a conjugacions que no tenen una -o final a la primera persona del singular afegeixen al lexema, per regla general, un sol velar representat per -c (ex.: conec, vinc)
- el verb viure presenta una irregularitat a la norma anterior (ex.: visc, vius, viu, vivim, viviu, viuen)

En darrer lloc, els verbs ser (o ésser) i estar són dos verbs irregulars per regla i, per tant, presenten formes molt diverses a totes les persones.
| Ser o Ésser     | Estar              |
| --------------- | ------------------ |
| (jo) soc        | (jo) estic         |
| (tu) ets        | (tu) estàs         |
| (ella) és       | (ell) està         |
| (nosaltres) som | (nosaltres) estem² |
| (vosaltres) sou | (vosaltres) esteu² |
| (ells) són      | (elles) estan      |

²A les formes balears la -e és alterada per una -a (ex.: contrau, entrau, entram, escoltau).